# Băi
Băi falu Romániában, Erdélyben, Fehér megyében. Közigazgatásilag Alsóvidra községhez tartozik.

## Fekvése
Az Erdélyi-középhegységben, Alsóvidra közelében fekvő település.

## Története
Băi egyike az Alsóvidrához tartozó apró, párházas, hegyoldalakon elszórtan fekvő mócok lakta falvaknak, mely korábban Poieni része volt. 1956 körül vált külön településsé 130 lakossal.
1966-ban 121, 1977-ben 90, 1992-ben 33, a 2002-es népszámláláskor 10 román lakosa volt.